# Fritz Bottler
Fritz Bottler (* 22. Oktober 1870 in Wittlich; † 7. August 1922 in Bad Oeynhausen) war von 1920 bis 1922 Oberbürgermeister der Stadt Bonn.

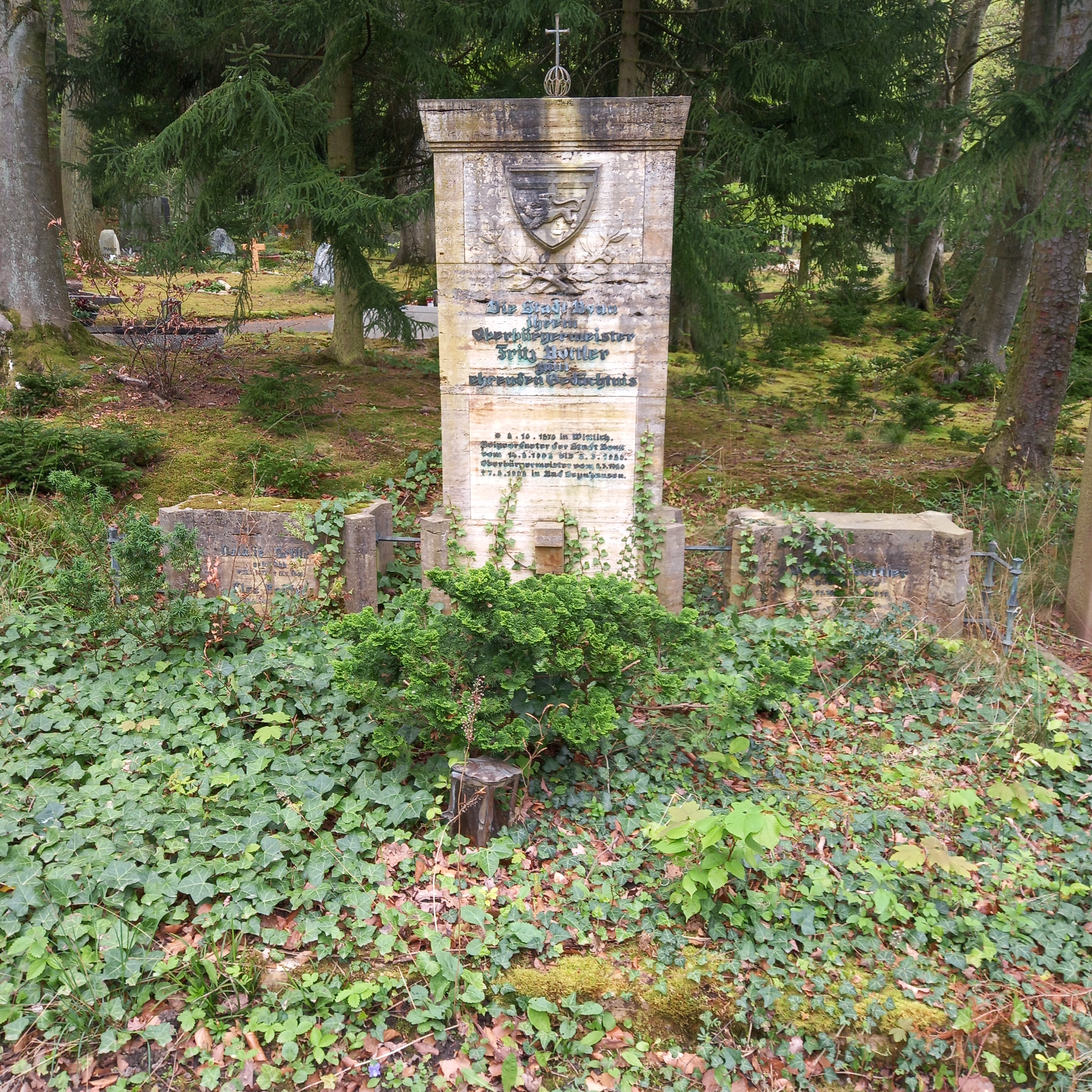
Das Grab von Fritz Bottler auf dem Poppelsdorfer Friedhof in Bonn

Der Sohn des Wittlicher Bürgermeisters August Bottler und dessen Frau Sophie (geb. Berres) studierte nach dem Schulbesuch in Bonn, Freiburg im Breisgau und Würzburg Rechtswissenschaft und Volkswirtschaft. Während seines Studiums wurde er 1890 Mitglied der Studentenverbindung Normannia Bonn. 1898 bestand er die Assessorenprüfung und ging zur Provinzialverwaltung in Düsseldorf. Von  hier aus wechselte er 1901 zur Bonner Stadtverwaltung, wo er kurze Zeit später zum Beigeordneten avancierte. Innerhalb der nächsten Jahre leitete er fast alle wichtigen Dezernate, widmete sich aber vor allem dem Finanzressort. Unter seiner Leitung erfolgte der Ankauf der privaten Pferdebahn und deren Umwandlung in eine elektrische Straßenbahn.
Nach dem Rücktritt des Oberbürgermeisters Wilhelm Spiritus wählte die Stadtverordnetenversammlung Bottler 1920 zu seinem Nachfolger. Es war ihm nur eine kurze Amtszeit vergönnt. Bereits lange schwer leidend, erlitt er 1922 auf der Rückfahrt von Berlin in Bad Oeynhausen einen Schlaganfall und starb am nächsten Tag. Er wurde auf dem Poppelsdorfer Friedhof beigesetzt. 1920 bis zu seinem Tod 1922 gehörte er auch dem Provinziallandtag der Rheinprovinz an.
Seine Partei war die Deutsche Volkspartei.
Ihm zu Ehren wurde 1926 ein Teil des Mülheimer Platzes zwischen Windeckstraße und Vivatsgasse in „Bottlerplatz“ umbenannt.